# Gustav Fröhlich
Gustav Friedrich Fröhlich (21 marca 1902 – 22 grudnia 1987) – niemiecki aktor i reżyser filmowy. Zanim zagrał swoją przełomową rolę Fredera Fredersena w filmie „Metropolis” Fritza Langa z 1927 roku, występował w drugoplanowych rolach w wielu filmach i sztukach teatralnych. Fröhlich pozostał popularnym aktorem filmowym w Niemczech aż do lat 50. XX wieku.

## Wczesne życie i kariera
Gustav Fröhlich urodził się jako nieślubne dziecko w Hanowerze i był wychowywany przez rodzinę zastępczą. Zanim rozpoczął karierę aktorską, przez krótki czas pracował jako redaktor w prowincjonalnej gazecie oraz jako autor powieści popularnych. Podczas I wojny światowej zgłosił się również na ochotnika do służby w okupowanej Brukseli jako nadzorca prasowy.

### Republika Weimarska
Gustav Fröhlich rozpoczął swoją karierę sceniczną na początku lat 20. XX wieku w małych teatrach w Niemczech. Szybko zdobył ważniejsze role i wystąpił jako Książę Homburg w Deutsches Theater pod kierownictwem Maxa Reinhardta.
Jedną z pierwszych ról filmowych Fröhlicha była postać kompozytora Ferenca Liszta w filmie Paganini z 1922 roku. Następnie pojawiał się w drobnych i drugoplanowych rolach w różnych produkcjach filmowych.
Jego przełomowa rola nadeszła wraz z postacią "dzielnego" Fredera Fredersena w epickim filmie Fritza Langa Metropolis (1927). Fröhlich opisał Langa jako wymagającego reżysera, wspominając, że "w scenach fizycznego dyskomfortu dręczył aktorów, aż naprawdę cierpieli".
Chociaż sam film okazał się finansową porażką, ugruntował pozycję Fröhlicha jako czołowego gwiazdora filmowego w Niemczech. Wyróżniał się także swoją rolą w filmie Asphalt (1929), gdzie jego powściągliwa gra do dziś robi wrażenie. W 1930 roku rozpoczął karierę w Hollywood, gdzie grał w niemieckich wersjach amerykańskich filmów, takich jak Die heilige Flamme i Kismet. Często pojawiał się w musicalach lub komediach jako romantyczny bohater i elegancki dżentelmen.

### III Rzesza
W 1933 roku Fröhlich wyreżyserował film Rakoczy-Marsch, w którym również zagrał główną rolę. Do lat 50. XX wieku wyreżyserował jeszcze siedem filmów i był scenarzystą pięciu z nich.
Podczas III Rzeszy Gustav Fröhlich pozostał jednym z czołowych męskich gwiazdorów niemieckiego kina (obok Hansa Albersa, Willy'ego Fritscha i Heinza Rühmanna). W latach 1931-1935 Fröhlich był żonaty z węgierską gwiazdą operową i aktorką, Gittą Alpár, z którą miał córkę o imieniu Julika.
Przez pewien czas mieszkał z aktorką Lidą Baarovą, zanim ta zaangażowała się w związek z ministrem propagandy III Rzeszy, Josephem Goebbelsem.
Istnieje również niepotwierdzona historia, że Fröhlich spoliczkował Goebbelsa w przypływie zazdrości. W 1937 roku wynajął swój dom w Berchtesgaden architektowi Hitlera, Albertowi Speerowi. W 1941 roku służył w Wehrmachcie w Landschützen-Regiment, a w tym samym roku poślubił Marię Hajek. Pozostali małżeństwem aż do jej śmierci w 1987 roku.